# Oxeoschistus decempunctatus
Oxeoschistus decempunctatus är en fjärilsart som beskrevs av Felix Bryk 1953. Oxeoschistus decempunctatus ingår i släktet Oxeoschistus och familjen praktfjärilar. Inga underarter finns listade i Catalogue of Life.